# Zla Kolata
Lo Zla Kolata è una montagna dell'Europa facente parte del gruppo Prokletije. Essa è situata al confine tra Montenegro e Albania, in particolare tra la municipalità di Plav (Montenegro) e il distretto di Tropojë (Albania). Con la sua altitudine di 2534 metri s.l.m., rappresenta il punto più elevato del territorio del Montenegro.